# Köttmannsdorf

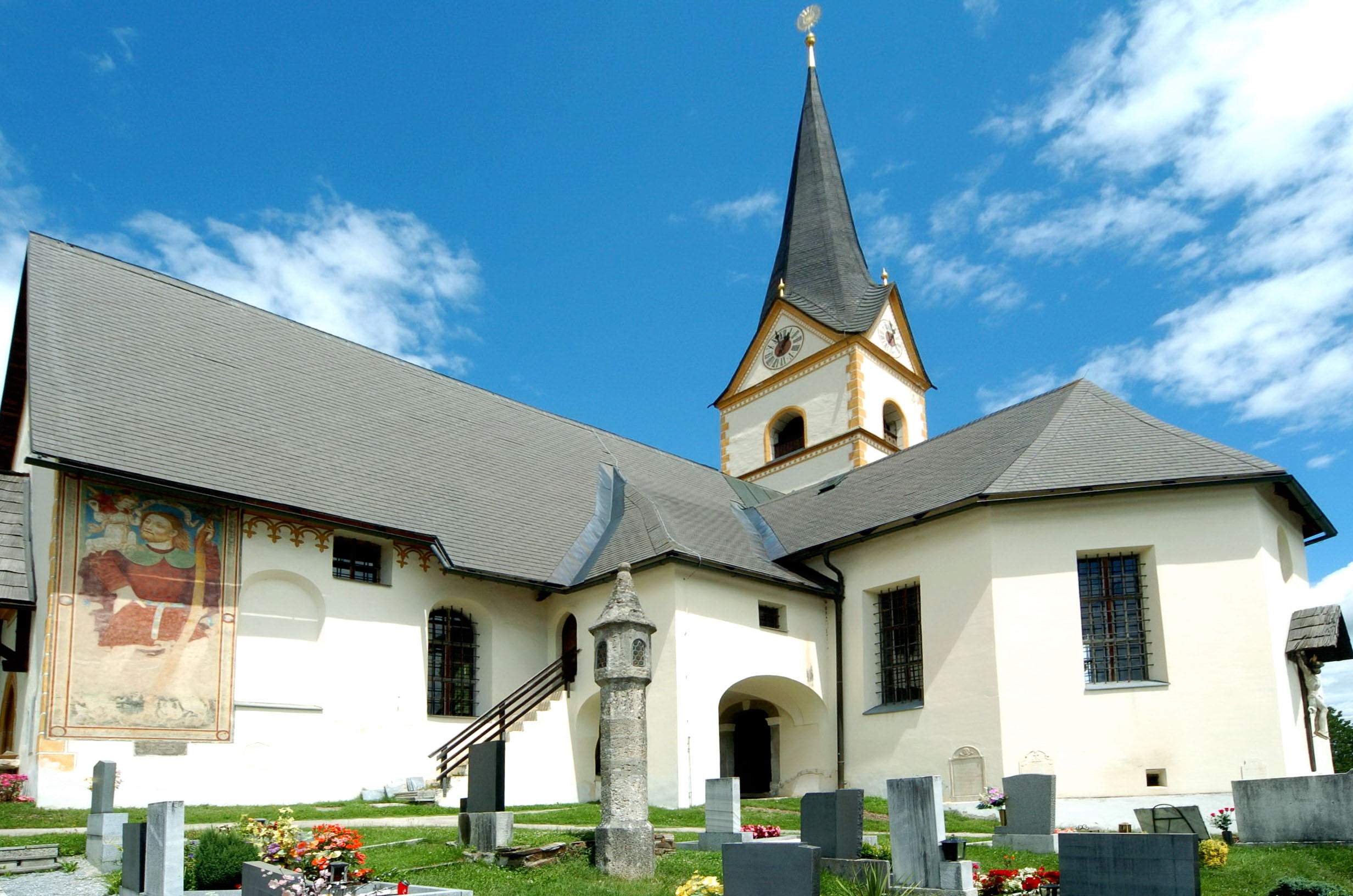
Pfarrkirche Köttmannsdorf

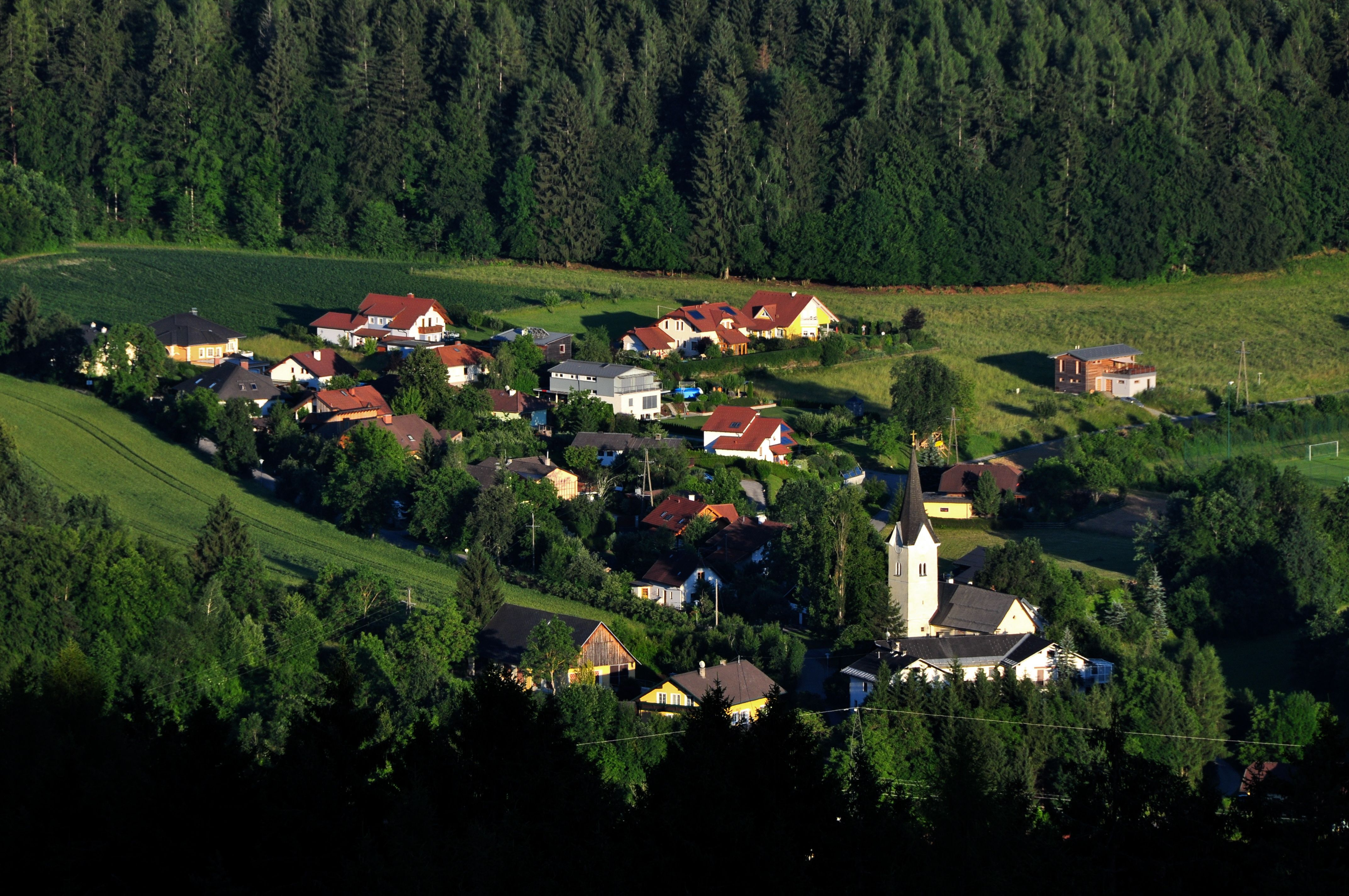
Sankt Gandolf

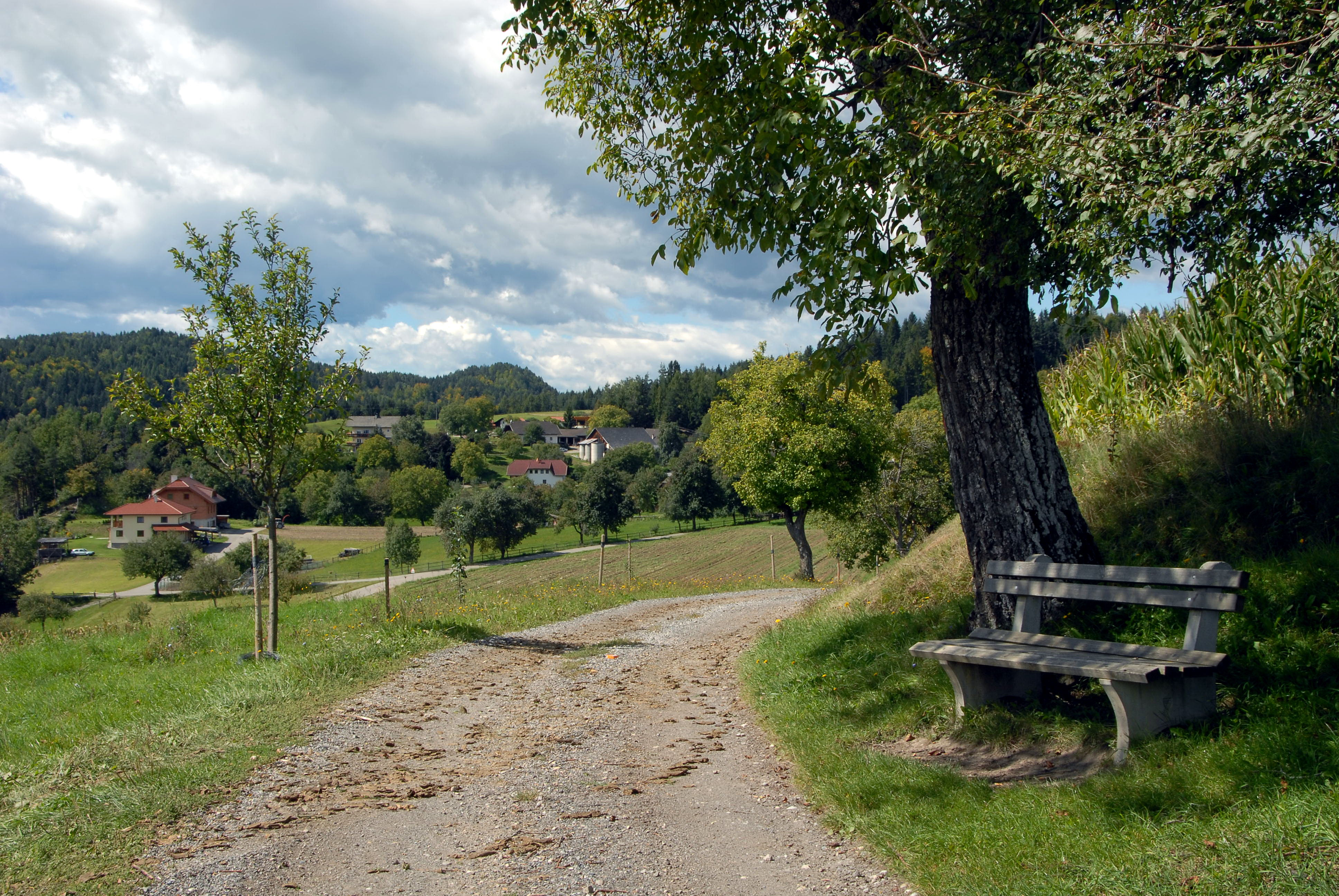
Wurdach

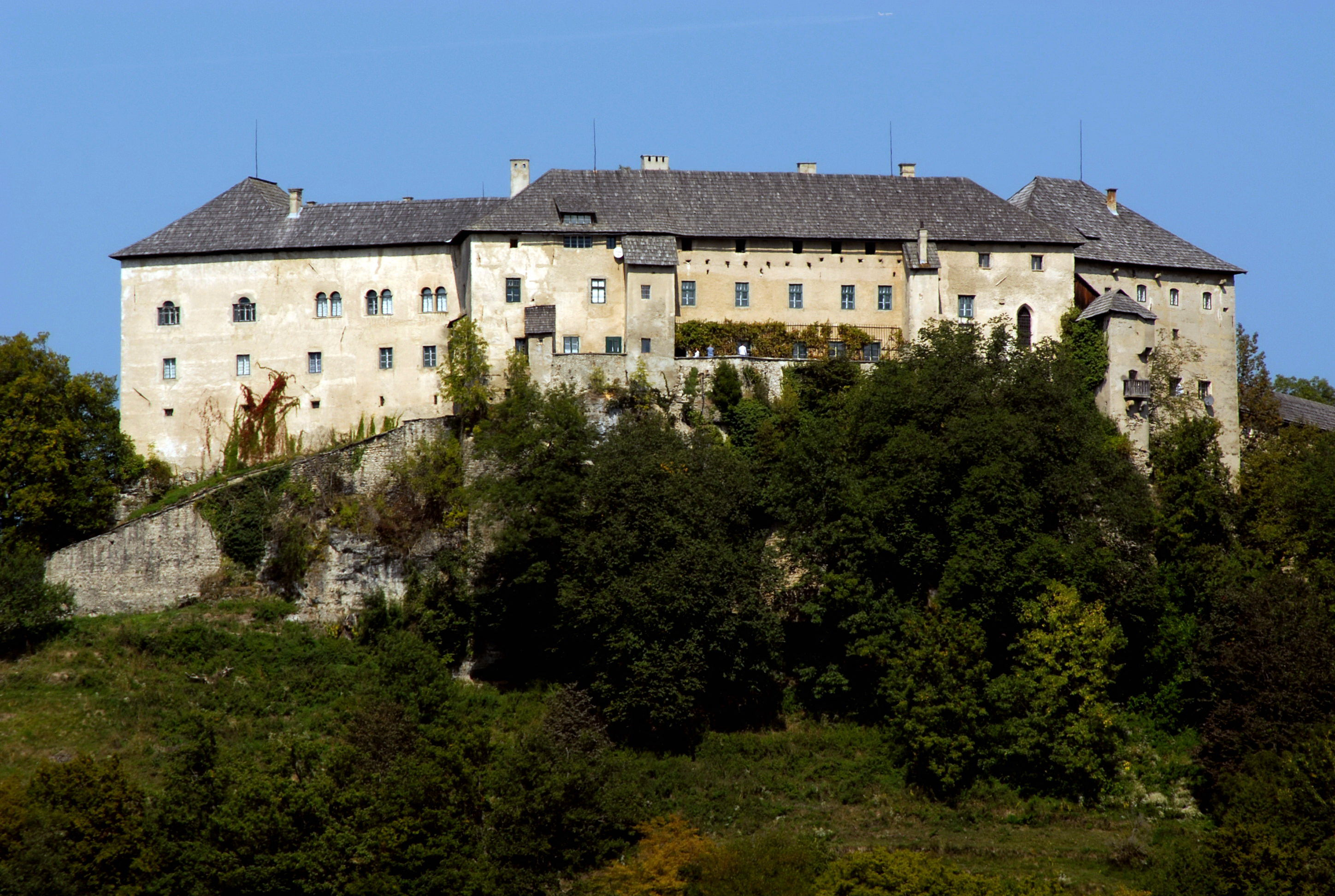
Hollenburg

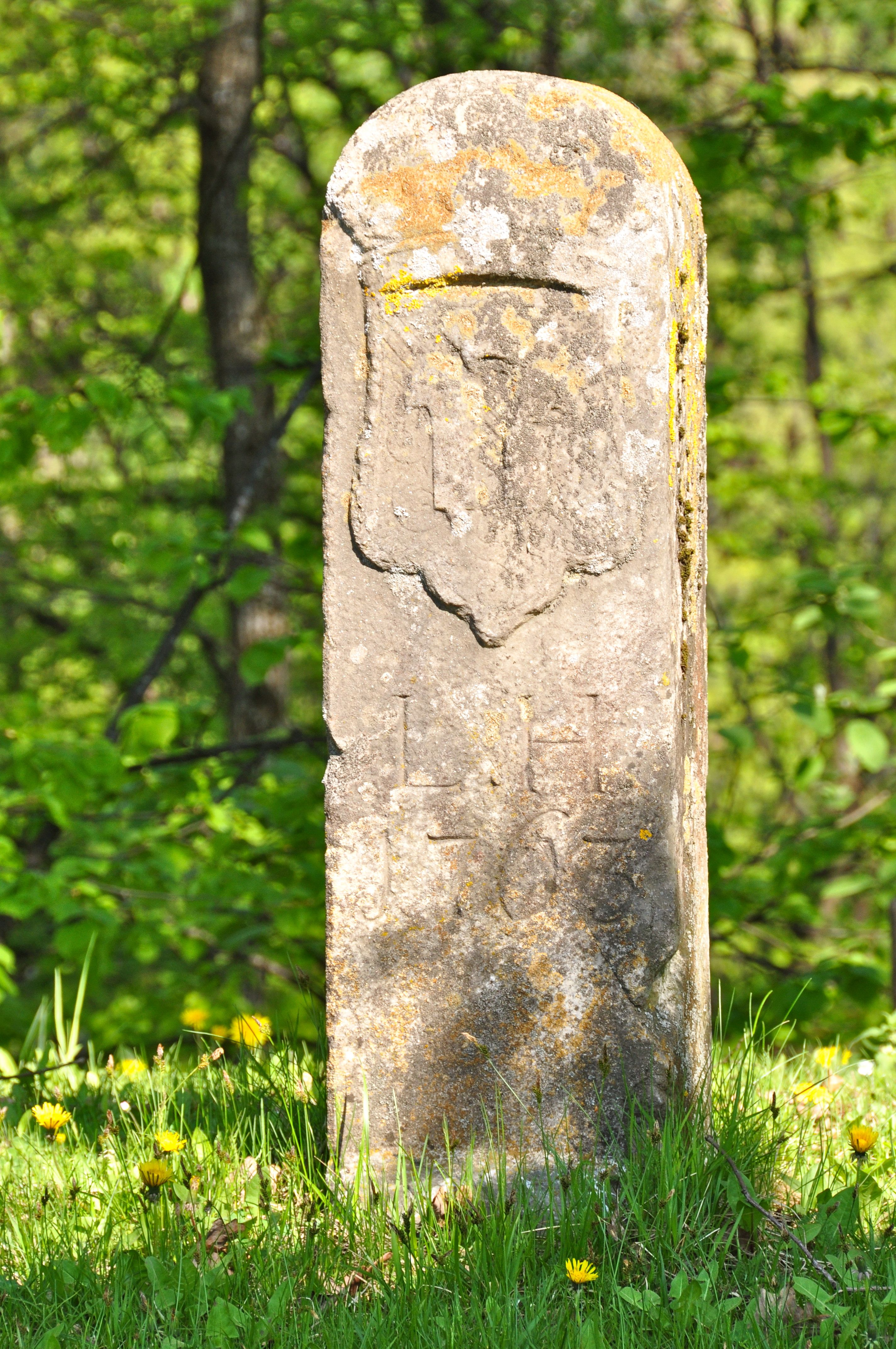
Grenzstein Hollenburg-Viktring 1763 in Thal

Köttmannsdorf (slowenisch: Kotmara vas) ist eine südwestlich von Klagenfurt gelegene zweisprachige Marktgemeinde mit 3186 Einwohnern (Stand 1. Jänner 2025) im Bezirk Klagenfurt-Land in Österreich, im Bundesland Kärnten.

## Geographie

### Geographische Lage
Das Gemeindegebiet von Köttmannsdorf befindet sich südwestlich der Landeshauptstadt Klagenfurt am Höhenzug der Sattnitz (aus Konglomeratgestein) und wird durch den Ferlacher Stausee im Süden, das Keutschacher Seental im Norden, der Dobeiner Wand im Nordwesten und dem Hollenburger Sattel bzw. der Maria Rainer Senke im Osten begrenzt. Der höchste Punkt der Gemeinde ist mit 921 m die Sabalahöhe im Westen, während sich die tiefste Stelle am Ferlacher Stausee mit 441 m befindet. Die Oberflächenstruktur der Gemeinde weist ein Nord-Süd- bzw. West-Ost-Gefälle auf. Die Hauptentwässerung erfolgt über den Rekabach, der von West nach Ost das Gemeindegebiet durchfließt.

### Gemeindegliederung
Köttmannsdorf ist in die vier Katastralgemeinden Wurdach (Vrdi), Köttmannsdorf (Kotmara vas), Hollenburg (Humberk) und Rotschitzen (Ročica) gegliedert. Das Gemeindegebiet umfasst folgende 23 Ortschaften (Einwohnerzahl Stand 1. Jänner 2025):
- Aich (Hovč) (259)
- Am Teller (Talir) (63)
- Gaisach (Čežava) (53)
- Göriach (Gorje) (103)
- Hollenburg (Humberk) (12)
- Köttmannsdorf (Kotmara vas) (832)
- Lambichl (Ilovje) (388)
- Mostitz (Mostič) (38)
- Neusaß (Vesava oder Novo selo) (69)
- Plöschenberg (Plešivec) (49)
- Preliebl (Preblje) (82)
- Rotschitzen (Ročica) (162)
- St. Gandolf (Šentkandolf) (137)
- St. Margarethen (Šmarjeta) (81)
- Schwanein (Zvonina) (28)
- Thal (Lipica) (34)
- Trabesing (Trabesinje) (204)
- Tretram (Medrejtre) (51)
- Tschachoritsch (Čahorče) (242)
- Tschrestal (Črezdol) (61)
- Unterschloßberg (Pod Gradom) (17)
- Wegscheide (Razpotje) (88)
- Wurdach (Vrdi) (133)

### Nachbargemeinden
| Keutschach am See |                                             | Klagenfurt |
|                   | Kompassrose, die auf Nachbargemeinden zeigt | Maria Rain |
| Ludmannsdorf      | Feistritz im Rosental                       | Ferlach    |

## Geschichte
Seit der Besiedlung des Gebietes durch die Karantaner-Slawen im 6. Jhdt. und der Errichtung des karantanischen Staatswesens im 7. Jahrhundert ist das Gebiet der Sattnitz (slow. Gure) und Köttmannsdorf/Kotmara vas eng mit der slowenischen Kulturgeschichte verbunden.
Köttmannsdorf wurde 1142 als Kotmansdorf, abgeleitet vom Personennamen Hotemer, zum ersten Mal urkundlich erwähnt. In dieser Zeit entstanden auch einige der noch heute bestehenden Ortschaften im Gemeindegebiet, das im 13. Jahrhundert zum Besitz des Stifts Viktring oder der Herrschaft Keutschach gehörte.
Ebenfalls 1142 erstmals urkundlich genannt wurde die Hollenburg am linken Ufer der Drau. Sie war über Jahrhunderte das Machtzentrum des Rosentals, die jeweiligen Herren der Hollenburg, als erste die Hollenburger, prägten das Geschehen des Gebiets zwischen Drau und Keutschacher Tal. Durch ein Erdbeben 1348 nahezu zerstört und anschließend wiederaufgebaut, war sie ab 1349 Sitz eines Landgerichts.
Maximilian I. verkaufte die Burg 1514 an Siegmund von Dietrichstein. Die nach ihr so bezeichnete Hollenburg’sche Linie der Familie Dietrichstein baute die Burg im 16. und 17. Jahrhundert zum Schloss aus, wie es heute noch erhalten ist. Mit Moritz von Dietrichstein erlosch dieser Zweig der Familie 1864 im Mannesstamm.
1850 wurde die Gemeinde Köttmannsdorf aus den Katastralgemeinden Hollenburg, Köttmannsdorf und Rotschitzen gebildet.
1869 erfolgte die Eingemeindung der seit 1850 bestehenden Gemeinde Wurdach mit den Ortschaften Wurdach, Plöschenberg, Mostiz, St. Margarethen und Tschrestal.
1920 „Kärntner Volksabstimmung“: 62,3 % der Bevölkerung votieren für den Verbleib bei Österreich.
Nach dem offiziellen Ende des Zweiten Weltkriegs (8. Mai) lieferten sich am 10. Mai 1945 slowenische Domobranci (Heimwehr), antikommunistische Četnik-Verbände, Volksdeutsche Waffen-SS-Einheiten (7. SS-Freiwilligen-Gebirgs-Division „Prinz Eugen“) und flüchtende antikommunistische Zivilisten aus Jugoslawien mit den Titopartisanen noch schwere Kämpfe bei der Hollenburg. Diese Flüchtlingskolonnen wurden von den Briten in ein provisorisch errichtetes Flüchtlingslager am Viktringer Feld an der nordöstlichen Gemeindegrenze von Köttmannsdorf interniert und in der zweiten Maihälfte an die Partisanen ausgeliefert.
In der Nacht zum 11. Oktober 2008 kam Landeshauptmann Jörg Haider in Lambichl auf der Loiblpass-Straße bei einem Verkehrsunfall ums Leben. Seitdem pilgern Menschen zum Unfallort und legen Blumen, Kerzen, Fahnen und Trauerbekundungen nieder. Auch die Kärntner Traditionsverbände halten zu den Landesfeierlichkeiten regelmäßig eine Gegenkundgebung mit einer Kranzniederlegung ab.
Nach dem Kärntner Landtagsbeschluss am 20. Oktober 2022 wurde am 28. Jänner 2023 Köttmannsdorf zur Marktgemeinde erhoben.

## Geographie und Natur

### Der Bauer von Karutschnig
Der Hof wurde bis zum Jahr 1909 als eigener Betrieb geführt, bevor er durch Zukauf in den Besitz des Bauernhofes vulgo Razaj auf dem Plöschenberg gelangte. Bis 1988 stand auf der Ostseite der Wiese noch das Gebäude. Nun erinnert nicht einmal mehr der kleinste Mauerrest daran. Heute können auf der Wiese als Folge des Düngemittelverzichts viele Wiesenblumen wie z. B. die Mücken-Händelwurz und die Fiederschuppen-Wiesen-Flockenblume bewundert werden.

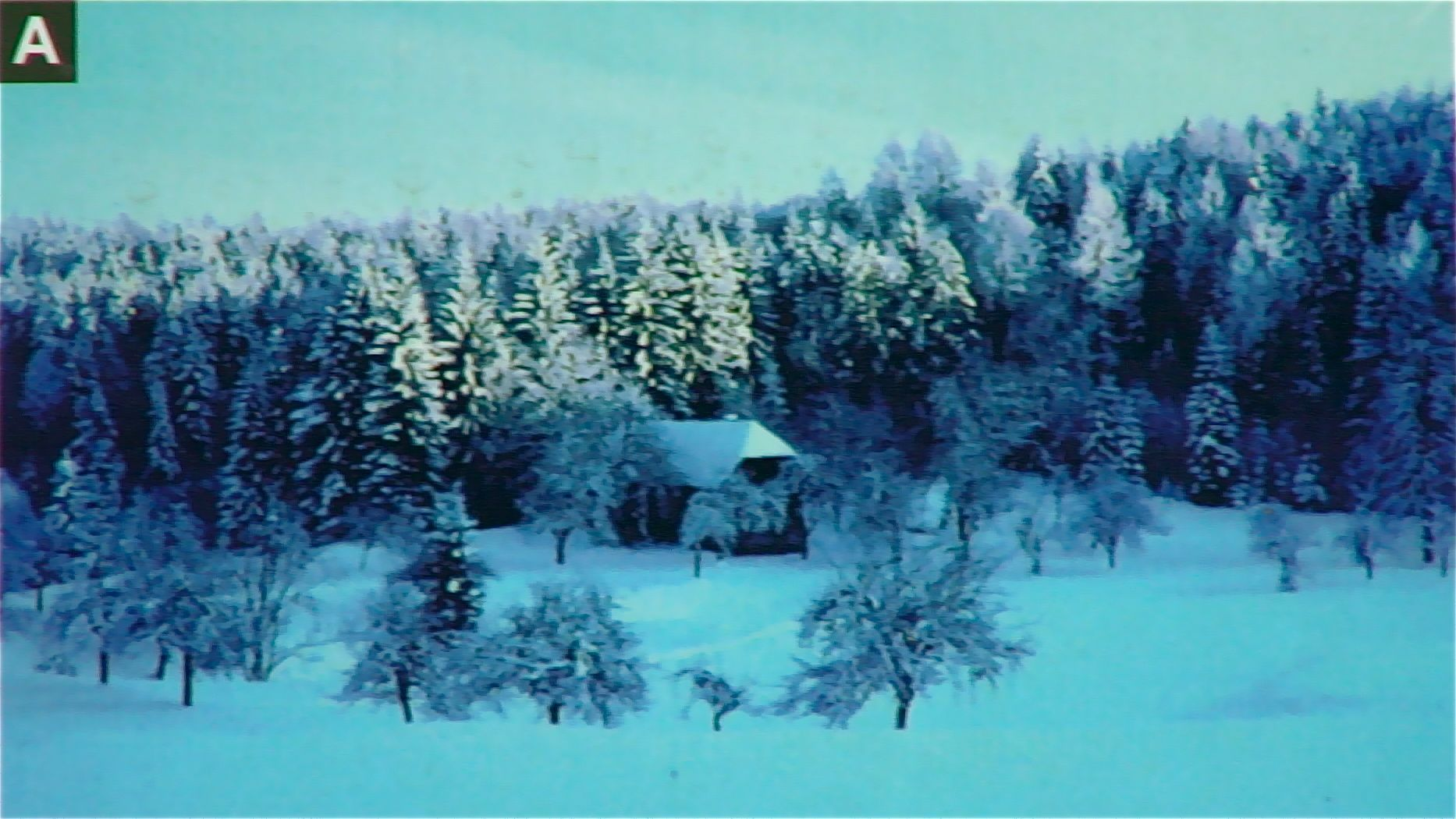
Karutschnig-Hof (1988 abgetragen)
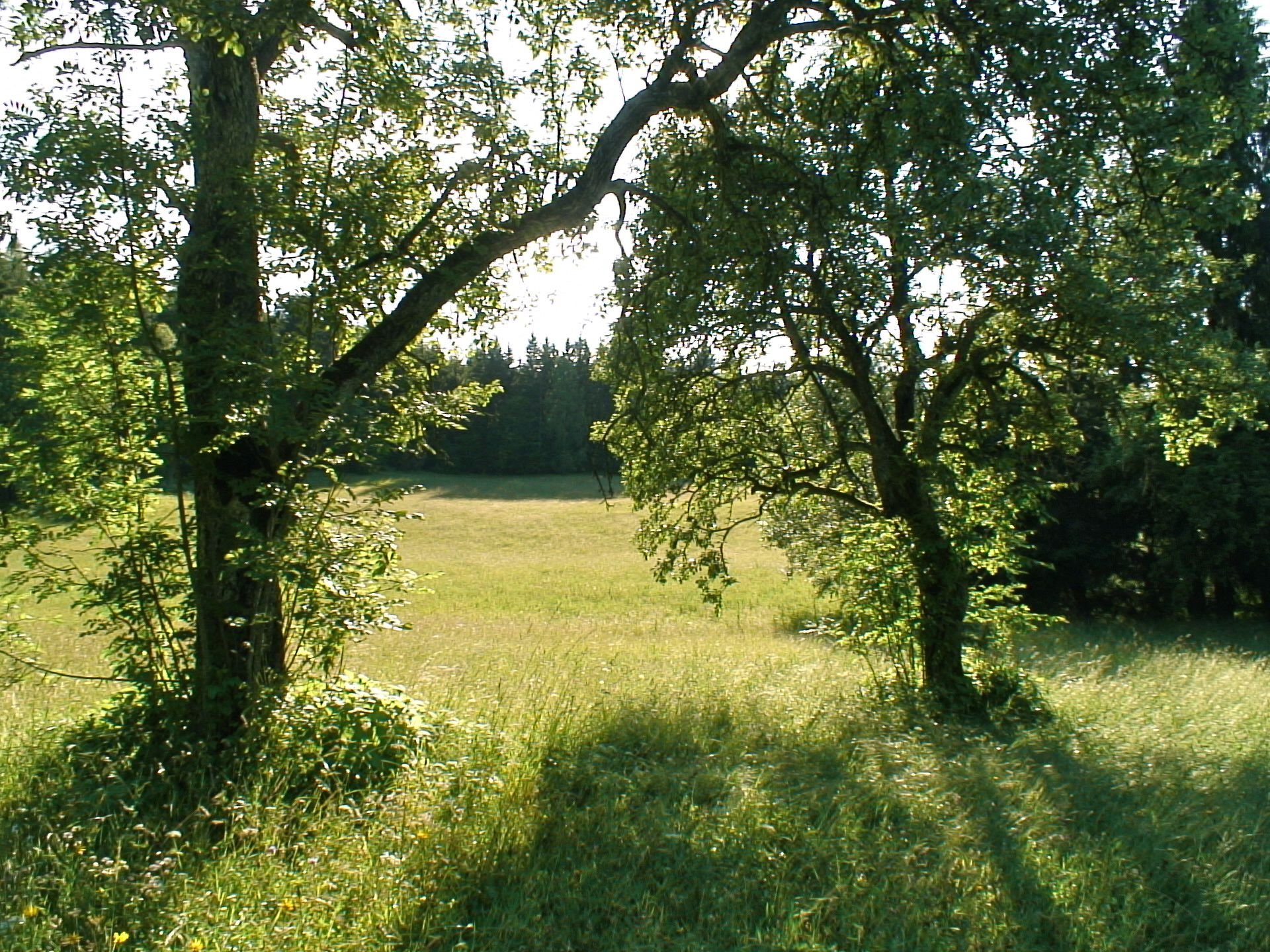
Karutschnig-Wiese heute
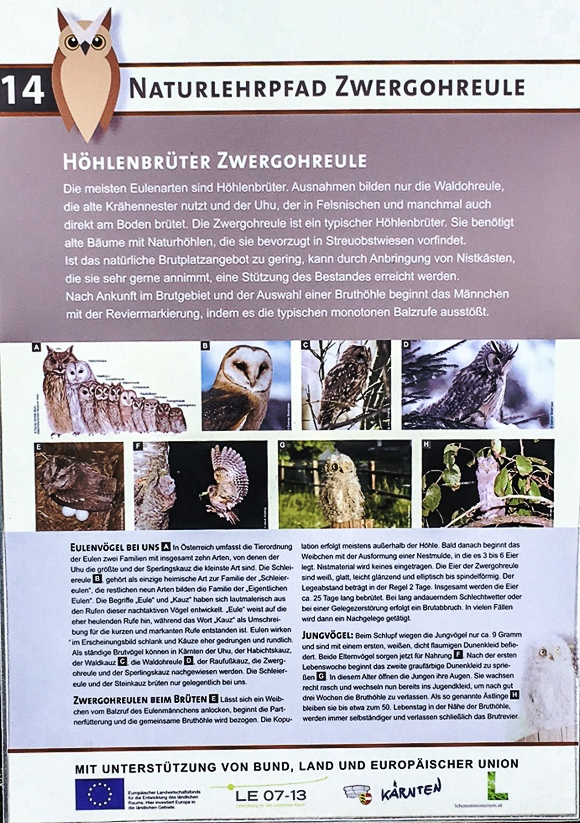
Zwergohreule ein Höhlenbrüter

### Bäuerliches Leben
Das bäuerliche Leben auf dem Sattnitzrücken war seit jeher stark vom wasserdurchlässigen Konglomerat-Gestein geprägt. Die meisten Hausquellen wurden von oberflächennahen Wasseradern gespeist und versiegten bei längeren Trockenphasen. Häufig musste dann das Trinkwasser aus den tiefer gelegenen Gräben mühsam heraufgeholt werden. Die entlegenen Rodungsinseln waren davon besonders stark betroffen. So wurden die Einöd-Bauernhöfe im Verlauf der letzten Jahrzehnte aufgelassen.

### Dolinen und Karsterscheinungen
Wegen seines hohen Kalkanteiles verhält sich das bis 400 Meter mächtige Sattnitz-Konglomerat wie ein lösliches Kalkgebirge und weist verschiedene Karsterscheinungen auf. So entstanden z. B. Sickertrichter, die als Dolinen bezeichnet werden. Nach dem Versickern im Boden fließt das Wasser bis zu den unter dem Konglomerat liegenden wasserstauenden Kohle-Ton-Schichten hinab und kommt am Fuße des Sattnitz-Zuges in zahlreichen, teilweise sehr ergiebigen Quellen an die Oberfläche. Berühmt ist z. B. die Müllner-Quelle beim Bassgeigensee mit einer Sekundenschüttung von 50–150 Liter Wasser.

### Die Zwergohreule von Köttmannsdorf
Köttmannsdorf gilt als das populationsreichste Brutgebiet der Zwergohreule in Österreich. Im Jahre 2007 wurde das Brutverhalten dieser Vögel in einem speziell präparieren Nistkasten überwacht und wesentliche Verhaltensweisen dieses scheuen Nachtvogels konnten erforscht werden. Die annähernd naturbelassenen Bergregionen bieten diesem Zugvogel ein ideales Nahrungsangebot.

## Bevölkerung
Nach der Volkszählung 2001 hat die Gemeinde Köttmannsdorf 2.792 Einwohner, davon sind 95,1 % österreichische, 1,6 % deutsche und 1,4 % bosnische Staatsbürger. 6,4 % der Bevölkerung gehören der slowenischsprachigen Volksgruppe an.
Zur römisch-katholischen Kirche bekennen sich 81,6 % der Gemeindebevölkerung, zur evangelischen Kirche 5,0 %, zum Islam 1,5 %, 8,6 % sind ohne religiöses Bekenntnis.
Die katholische Pfarre wird zweisprachig, deutsch und slowenisch geführt.

### Der slowenische Dialekt
Köttmannsdorf zählt typologisch zur slowenischen Dialektgruppe des sogenannten Rosentaler Dialektes bzw. zu dessen nordwestlicher Varietät der Sattnitz (Gure). Kennzeichnend sind zahlreiche phonetische, morphologische und lexikalische Archaismen.
Der autochthone slowenische Name der Einwohner der Sattnitz (slow. Gure = Berggegend) ist Gorjanci (im Gegensatz zum Namen der Einwohner des tiefer gelegenen Klagenfurter Feldes Poljanci < polje = Feld).

### Die slowenischen Flurnamen
Aus der Einbettung der Gegend in die slowenische Kulturgeschichte entspringen auch die durchwegs slowenischen Flurnamen in der Gemeinde, die von Aktivisten des örtlichen Kulturvereins mit wissenschaftlicher Akribie und in Zusammenarbeit mit dem Ethnographischen Institut Urban Jarnik in Klagenfurt repertoriert und schließlich in gedruckter wie auch in elektronischer Form veröffentlicht wurden. Auf der Homepage des Vereins sind Hörproben im lokalen slowenischen Dialekt zu entnehmen.
2010 wurde der Sprachschatz der Slowenischen Flur- und Hofnamen in Kärnten zum Immateriellen Welterbe, wie es die UNESCO deklariert und in die Österreichliste (Nationales Kulturgut) aufgenommen.
Den slowenischen Flurnamen entsprechen auch die vielfach slowenischen Hausnamen, wie sie ebenfalls in Buchform repertoriert vorliegen. 2024 erschien dazu ein weiteres, zweisprachiges, Referenzwerk von Vinko Wieser unter dem deutschsprachigen Titel "Köttmannsdorfer Namenslandschaft am Beispiel von fünf Dörfern. Nachschlagewerk zur Namenskultur einer Region"

## Kultur und Sehenswürdigkeiten
- Schloss Hollenburg entstand aus einer gotischen Burg aus dem 14. Jahrhundert, es wurde bis 1588 zum Schloss ausgebaut.
- Katholische Pfarrkirche Köttmannsdorf hl. Georg im romanischen Stil mit der ältesten gotischen Totenleuchte Österreichs.
- Filialkirche St. Gandolf ob Köttmannsdorf
- Filialkirche St. Margarethen ob Köttmannsdorf
- Naturlehrpfad Zwergohreule auf dem Plöschenberg und Wurdach
- Maria Waldesruh – Waldkapelle. Die vier rings um den Gekreuzigten angebrachten Holztafeln erzählen in Worten und gemalten Bildern die folgende Legende: „Im Jahr 1863 trug eine Frau von Ludmannsdorf einen Koffer, welcher immer schwerer wurde, so dass sie an dieser Stelle rasten musste. Aber beim Fortgehen konnte sie die Last nicht mehr heben und bat deshalb aus Verzweiflung um Gott. Augenblicklich erschien ihr ein Mann. Und dieser Mann half ihr die Last heben. Die Frau bemerkte aber, dass er blass war und an den Händen Wunden trug. Als sie sich bedanken wollte, entschwand er ihr vor den Augen.“
- Jörg-Haider-Gedenkstätte in Lambichl für den im Ortsgebiet tödlich verunglückten Rechtspopulisten und Kärntner Landeshauptmann. Der Gedenkpark umfasst mehrere Gedenkmonumente, umlegt von Blumenbeeten, Fahnen und verschiedenen Trauerbotschaften.
- Modelleisenbahn Kärnten: Eine der größten Modelleisenbahnanlagen in Kärnten, auf über 30 0m²[25]

### Das slowenische Vereinsleben und der KulturvereinGorjanci
Bereits im Jahre 1885 wurde des Männerquartett Gorjanci von späteren slowenischen Bürgermeister und Kulturaktivisten Matija Prosekar gegründet, womit der spätere slowenische Kulturverein zu jenen mit der längsten institutionellen Tradition im Lande zählt. 1888 wurde in Köttmannsdorf auch ein Zweigverein des slowenischen Kyrill und Method-Schulvereins (Društvo svetega Cirila in Metoda) gegründet.
Der slowenische Kulturverein Gorjanci selbst wurde am 14. Dezember 1919 als Bildungsverein gegründet. Die Gründung des Bildungsvereins Gorjanci geht auf die große slowenische Kulturbewegung jener Zeit zurück, im Rahmen der einerseits in der Bestrebung zur Affirmation der slowenischen Identität und andererseits als Reaktion auf den wachsenden politischen, wirtschaftlichen und sozialen Germanisierungsdruck zahlreiche slowenische Bildungs- und Kulturvereine sowie vielfach bis heute aktive slowenische Genossenschaften sowie spar- und Darlehenskassen gegründet wurden. Erster Obmann war Prosekar’s Sohn Tomaž Prosekar. Wichtigste Tätigkeitsfelder des Kulturvereines Gorjanci waren das Laientheater, die Tamburizzamusik, die Führung einer Vereinsbibliothek sowie die Abhaltung verschiedener Bildungsveranstaltungen.
Der slowenische Kulturverein Gorjanci bietet eine breite Palette kultureller Aktivitäten und Begegnungsmöglichkeiten.

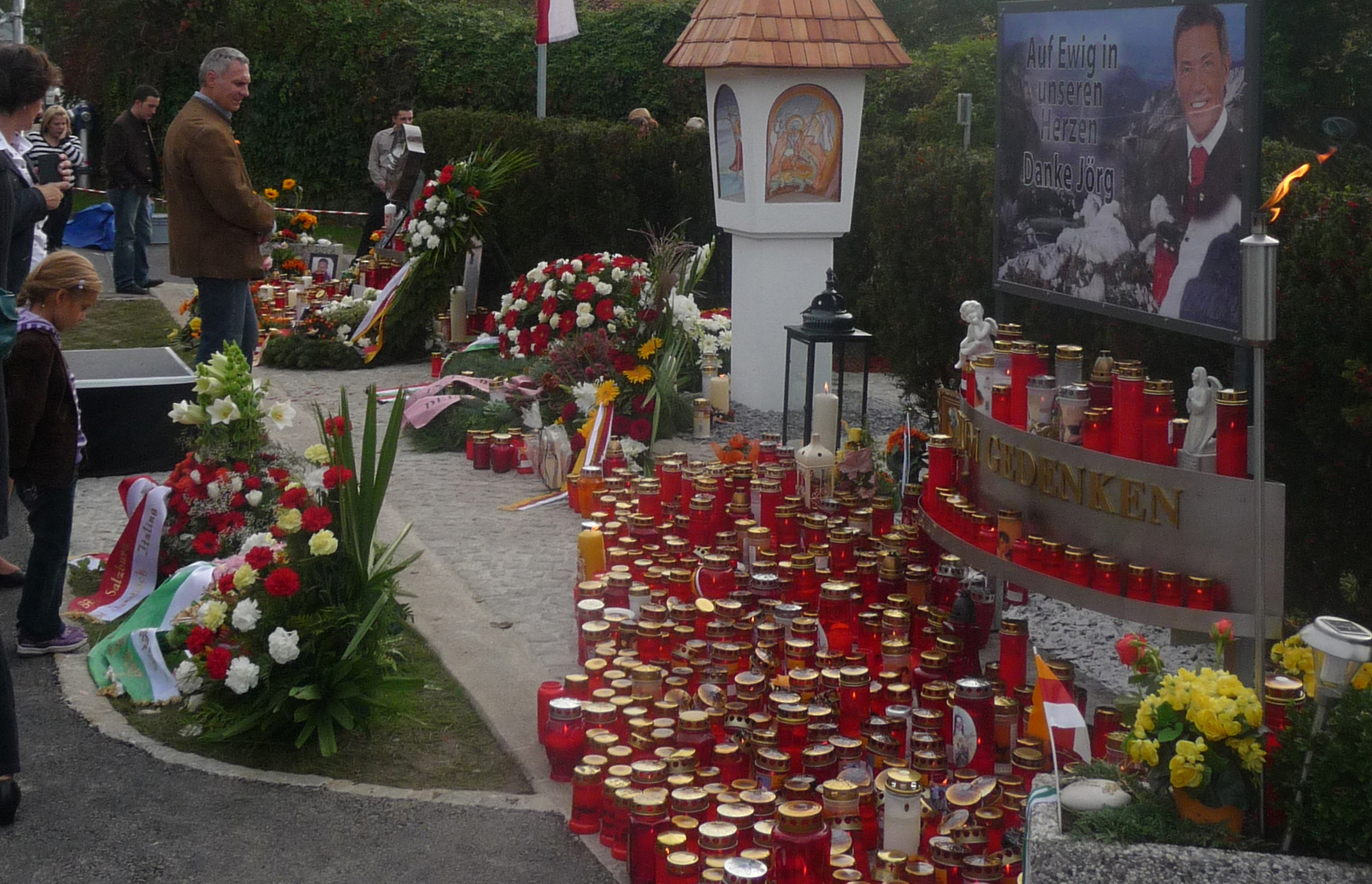
Jörg-Haider-Gedenkstätte am Unfallort in Lambichl
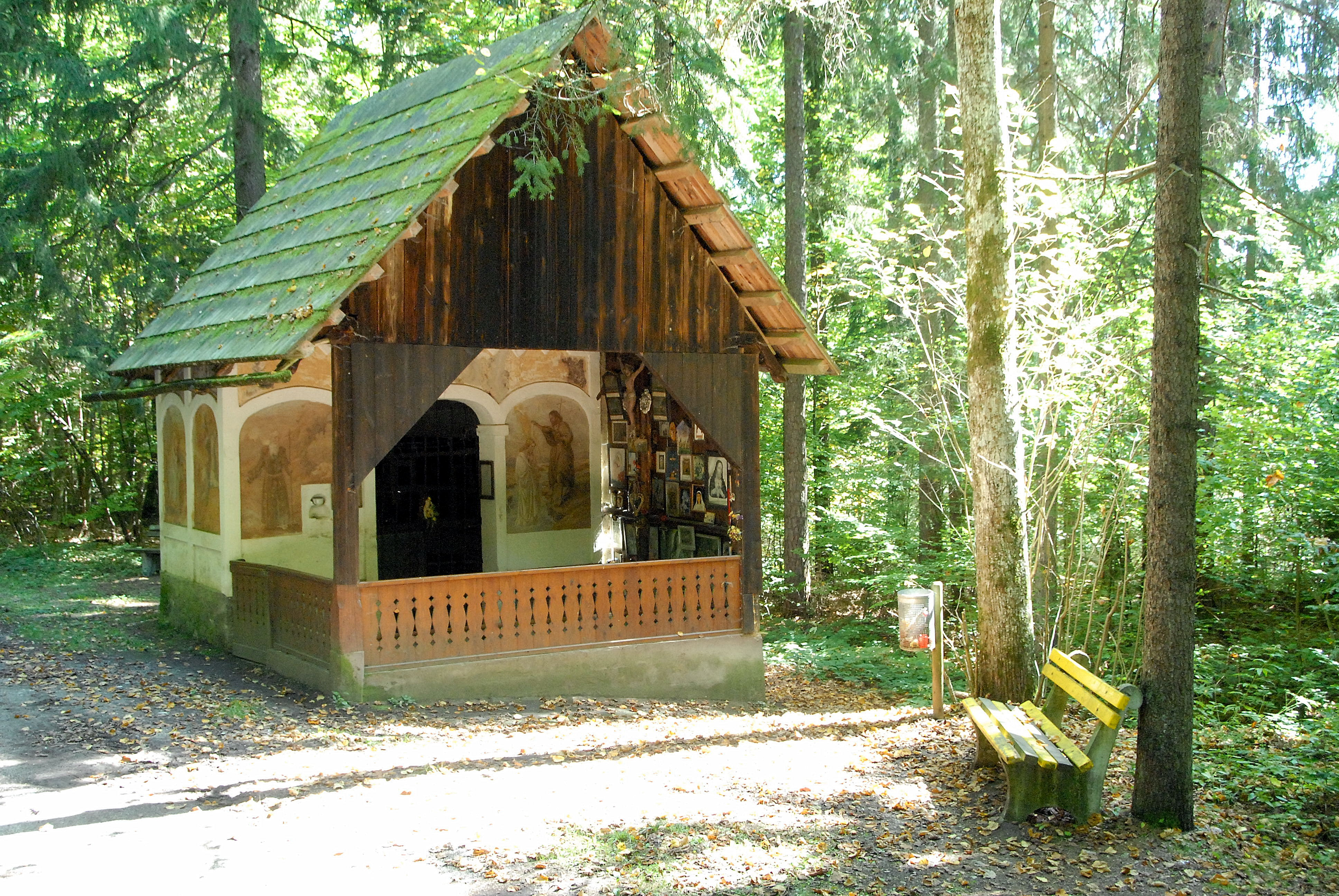
Maria Waldesruh – Westansicht der Waldkapelle
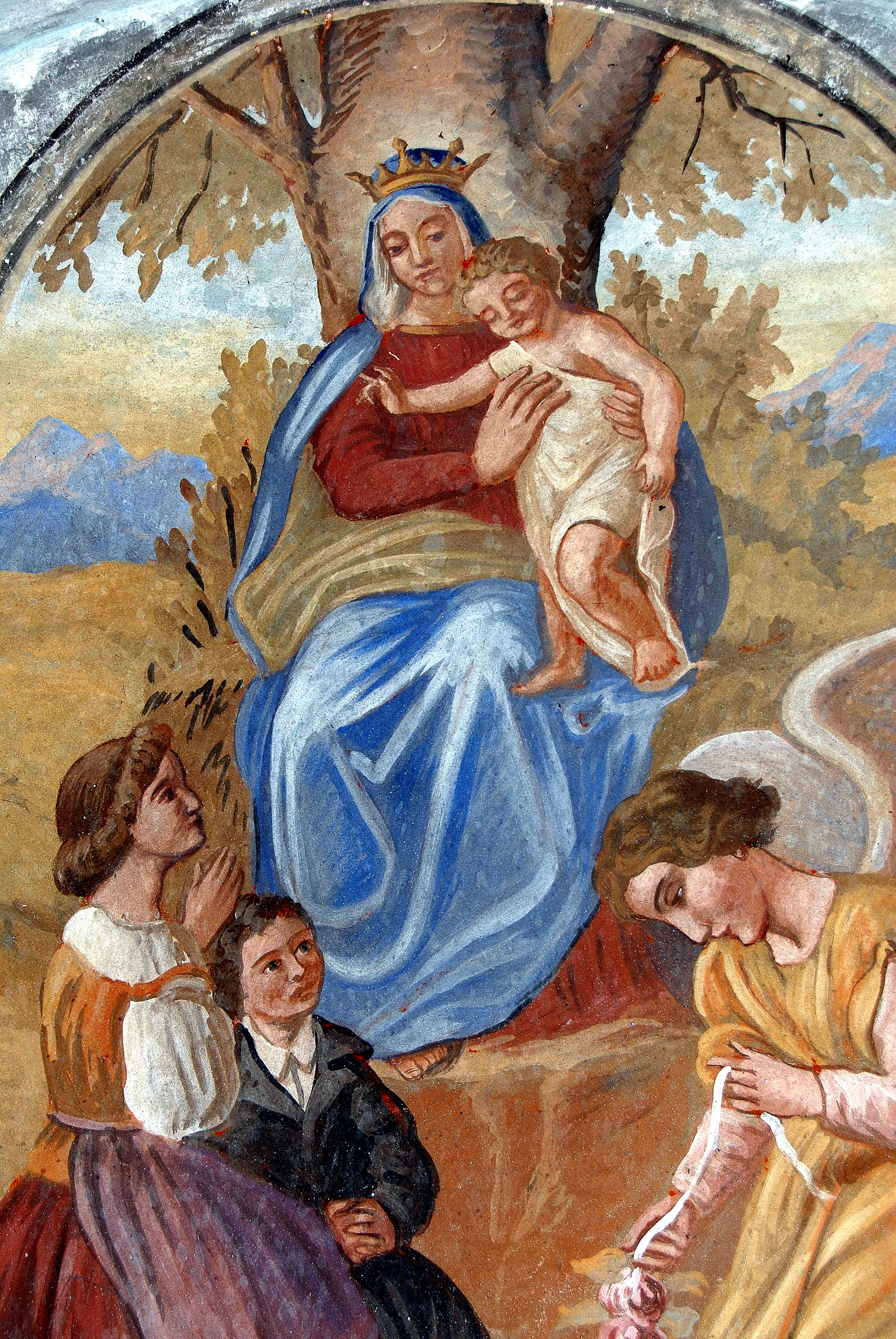
Maria Waldesruh – Altarbild in der Waldkapelle
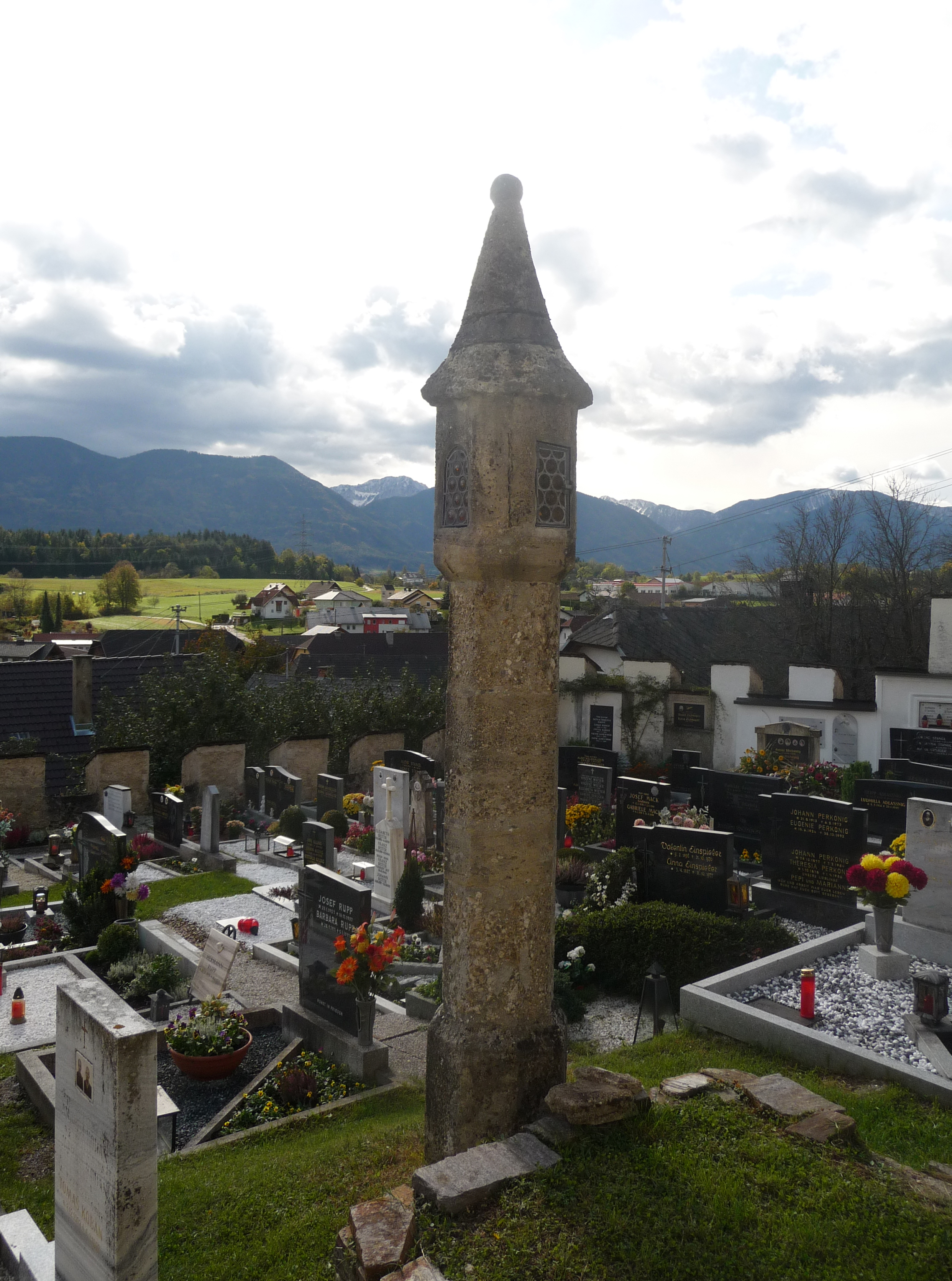
Älteste gotische Totenleuchte Österreichs auf dem Pfarrfriedhof

## Politik

### Gemeinderat
| Der Gemeinderat von Köttmannsdorf hat 23 Mitglieder (seit 2021, davor 19). \| Jahr \| SPÖ \| ÖVP \| FPÖ \| BZÖ \| KL \| EL \| Link \| \| --------------------- \| --- \| --- \| --- \| --- \| -- \| -- \| ---- \| \| Gemeinderatswahl 1985 \| 11 \| 6 \| 1 \| - \| - \| 1 \| [33] \| \| Gemeinderatswahl 1991 \| 9 \| 7 \| 2 \| - \| - \| 1 \| [33] \| \| Gemeinderatswahl 1997 \| 8 \| 8 \| 2 \| - \| - \| 1 \| [34] \| \| Gemeinderatswahl 2003 \| 5 \| 11 \| 2 \| - \| - \| 1 \| [35] \| \| Gemeinderatswahl 2009 \| 4 \| 9 \| 1 \| 4 \| - \| 1 \| [36] \| \| Gemeinderatswahl 2015 \| 5 \| 10 \| 3 \| - \| 1 \| - \| [37] \| \| Gemeinderatswahl 2021 \| 6 \| 13 \| 3 \| - \| 1 \| - \| [38] \| | Die zur Anzeige dieser Grafik verwendete Erweiterung wurde dauerhaft deaktiviert. Wir arbeiten aktuell daran, diese und weitere betroffene Grafiken auf ein neues Format umzustellen. (Mehr dazu) |     |     |     |    |    |        |
| Jahr | SPÖ | ÖVP | FPÖ | BZÖ | KL | EL | Link   |
| Gemeinderatswahl 1985 | 11 | 6   | 1   | -   | -  | 1  | [ 33 ] |
| Gemeinderatswahl 1991 | 9 | 7   | 2   | -   | -  | 1  | [ 33 ] |
| Gemeinderatswahl 1997 | 8 | 8   | 2   | -   | -  | 1  | [ 34 ] |
| Gemeinderatswahl 2003 | 5 | 11  | 2   | -   | -  | 1  | [ 35 ] |
| Gemeinderatswahl 2009 | 4 | 9   | 1   | 4   | -  | 1  | [ 36 ] |
| Gemeinderatswahl 2015 | 5 | 10  | 3   | -   | 1  | -  | [ 37 ] |
| Gemeinderatswahl 2021 | 6 | 13  | 3   | -   | 1  | -  | [ 38 ] |

Direkt gewählter Bürgermeister ist Josef Liendl (ÖVP).

### Wappen
Das Wappen von Köttmannsdorf nimmt auf die in der Geschichte für die Gemeinde wie auch die ganze Region maßgebliche Hollenburg Bezug. Als Vorlage diente ein an einer Urkunde vom 2. Februar 1335 erhaltenes Siegel des Ulrich von Hollenburg, der die Burg von 1308 bis 1335 innehatte. Dessen Motiv wird als drei Haselnüsse im Dreipass gedeutet, auch wenn ältere Siegel eher spitzovale Blätter zeigen. Eine frühere Deutung als Holunderblätter im Sinne eines „redenden“ Wappen („Hollerburg“) wird heute nicht mehr vertreten, da sich der Name der Burg wahrscheinlich von den im Burgfelsen vorhandenen Sandsteinhöhlen ableitet.
Wappen und Fahne wurden der Gemeinde am 21. August 1961 verliehen. Die amtliche Blasonierung des Wappens lautet: „In grünem Dreiecksschild an goldenem, schrägrechtsgerichtetem Stiel drei goldene Haselnüsse im Dreipass.“ Die Fahne ist Grün-Gelb mit eingearbeitetem Wappen.

## Persönlichkeiten

### Söhne und Töchter der Gemeinde
- Sigismund von Storchenau (1731–1797), Jesuit, Philosoph, Theologe und Autor
- Franz Novak (1817–1890), Jurist und Politiker
- Josef Novak (1820–1878), Kaufmann und Politiker
- Franz Erwein (1823–1891), Politiker
- Matija Prosekar (1860–1927), Kulturaktivist und Bürgermeister
- Anton Trampitsch (1860 Wegscheide/Razoptje – 1941 Nancy), slowenischer Brauer, gründete die Brasserie Champigneulles in Frankreich[41][42][43]
- Primus Lessiak (1878–1937), Altgermanist
- Paul Bisjak (1891–1988), Politiker (SPÖ) und Werkmeister
- Janko Ogris (1898–1981), Politiker (Partei der Kärntner Slowenen)
- Werner Jobst (* 1945 in Tschachoritsch), Klassischer Archäologe

### Mit der Gemeinde verbundene Persönlichkeiten
- Johann Ciesciutti (1906–1997), Lyriker und Arbeiterdichter
- Ines Honsel (* 1975), Schauspielerin und Erzählerin
- Franz Kirschner (1851–1929), Politiker, Land- und Gastwirt

## Belege
1. ↑  Die absolute Referen aktueller standardsprachlicher Ortsnamen ist: Pavel Zdovc: Slovenska krajevna imena na avstrijskem Koroškem, razširjena izdaja / Die slowenischen Ortsnamen in Kärnten. Ljubljana 2010, ISSN 0560-2920, Köttmannsdorf/Kotmara vas, S. 67, 152.
2. ↑  Ebenso sämtliche Ortsrepertorien und Ortsverzeichnisse zwischen 1849, 1850, 1854, 1860 (das letzte , das umfassend zweisprachig für ganz Kärnten konzipiert ist), 1880, 1883 und 1918 publiziert und erwähnt in: Bojan-Ilija Schnabl: „Ortsrepertorium“. In: Katja Sturm-Schnabl, Bojan-Ilija Schnabl (Hrsg.): Enzyklopädie der slowenischen Kulturgeschichte in Kärnten/Koroška. Von den Anfängen bis 1942. Bd. 2, Böhlau Verlag, Wien / Köln / Weimar 2016, ISBN 978-3-205-79673-2, S. 969–973. Es findet sich da vereinzelt die historische Form Kotmara Ves, die aber nicht mehr standardsprachlich ist.
3. ↑  A. F. Reiterer: Lebenswelt Muttersprache, Das Slowenische und seine heutige Wahrnehmung – ein Bericht. In: Karl Anderwald, Peter Karpf, Hellwig Valentin (Hrsg.): Kärntner Jahrbuch für Politik 2000. Klagenfurt 2000, S. 340–362.
4. ↑  A. F. Reiterer: Minderheiten Wegzählen? Methodische und inhaltliche Probleme amtlicher Sprachenzählungen. In: M. Pandel [e.a.] (Hrsg.): Ortstafelkonflikt in Kärnten – Krise oder Chance? Wien 2004, S. 25–38.
5. ↑  Statistik Austria: Bevölkerung am 1.1.2025 nach Ortschaften (Gebietsstand 1.1.2025), (ODS, 500 KB)
6. ↑  histoorisch, etymologisch eventuell Hotimirjeva vas, die in keinem Fall aber modern Slowenisch standardsprachlich.
7. ↑  Tamara Griesser-Pecar: Das zerrissene Volk. Slowenien 1941–1946. Okkupation, Kollaboration, Bürgerkrieg, Revolution. Böhlau Verlag, Wien 2003, ISBN 3-205-77062-5.
8. ↑  Skurriler Jörg-Haider-Kult (Memento vom 13. Oktober 2009 im Internet Archive)
9. ↑  Jörg Haider: Kränze am Kultort und ein Kerzenmeer. In: DiePresse.com. 11. Oktober 2009, abgerufen am 11. Januar 2018.
10. ↑  Markterhebungsfeier: Köttmannsdorf ist Marktgemeinde auf www.mein-klagenfurt.at, vom 29. Jänner 2023, abgerufen am 30. November 2024.
11. ↑  Köttmannsdorf feiert die Markterhebung auf meinbezirk.at, vom 28. Jänner 2023, abgerufen am 30. November 2024.
12. ↑  Text von einer der Schautafeln auf dem Naturlehrpfad Zwergohreule
13. ↑  Bild von einer Schautafel am Naturlehrpfad Zwergohreule
14. ↑  kath-kirche-kaernten.at
15. ↑  Liste der Pfarren im Dekanat Ferlach/Borovlje
16. ↑  Johann Scheinigg: Obraz rožanskega narečja na Koroškem. XXXII. Programm des k. k. Staats-Gymnasiums zu Klagenfurt. Klagenfurt, Druck der St. Hermagoras-Buchdruckerei 1882.
17. ↑  Fran Ramovš: Kratka zgodovina slovenskega jezika. Ljubljana 1936.
18. ↑  Tine Logar: Slovenska narečja. Ljubljana 1975.
19. ↑  Tine Logar: Koroška slovenska narečja. In: Enciklopedija Slovenije 5 (Kari–Krei), Ljubljana 1991.
20. ↑  V. Wieser, B. Preisig, J. Pack: Kotmara vas: Horni Kompánj, Konják in Hudár : slovenska ledinska, krajinska in hišna imena/Köttmannsdorf: Horni Kompánj, Konják in Hudár : slowenische Flur-, Gebiets- und Hofnamen (Kartenmaterial), Hrsg. SPD Gorjanci. Kotmara vas/Köttmannsdorf 2008.
21. ↑  Gorjanci: www.gorjanci.at
22. ↑  Verzeichnis des immateriellen Kulturerbes in Österreich, Slowenische Flur- und Hofnamen in Kärnten, Archivierte Kopie (Memento vom 29. Oktober 2013 im Internet Archive) (7. Oktober 2011)
23. ↑  Bertrand Kotnik: Zgodovina hiš južne Koroške, občina Kotmara vas, 2. knjiga. Celovec 1993.
24. ↑  Vinko Wieser, Slovensko prosvetno društvo Gorjanci: "Imenska pokrajina v Kotmari vasi na primeru petih vasi na Gurah. Priročnik o imenski kulturi neke regije/Köttmannsdorfer Namenslandschaft am Beispiel von fünf Dörfern. Nachschlagewerk zur Namenskultur einer Region. Celovec/Klagenfurt, založba Drava Verlag, 2024, ISBN 9783991381112.
25. ↑  Modelleisenbahn Köttmannsdorf
26. ↑  Andrej Vovko: Odborniki podružnic »Družbe sv. Cirila in Metoda« na Koroškem v letih 1885–1918. In: Koroški koledar 1979, S. 110–121.
27. ↑  Andrej Vovko: Odborniki in članstvo podružnic Družbe sv. Cirila in Metoda 1885–1918. Ljubljana 2004, ISBN 961-6500-45-7, S. 335–336.
28. ↑  posojilnica-bank.at
29. ↑  110 let SPD Gorjanci (110 Jahre Kulturverein Gorjanci), hg. Slovensko prosvetno društvo Gorjanci v Kotmari vasi. Kotmara vas 1995, 23 S.
30. ↑  Gorjanci: www.gorjanci.at
31. ↑  Vinko Wieser: „Gorjanci, Izobraževalno društvo Gorjanci, Kotmara vas“. In: Katja Sturm-Schnabl, Bojan-Ilija Schnabl (Hrsg.): Enzyklopädie der slowenischen Kulturgeschichte in Kärnten/Koroška. Von den Anfängen bis 1942.Bd. 1, Böhlau Verlag, Wien / Köln / Weimar 2016, ISBN 978-3-205-79673-2, S. 437–439 (https://www.vandenhoeck-ruprecht-verlage.com/themen-entdecken/literatur-sprach-und-kulturwissenschaften/sprach-und-literaturwissenschaften/literaturwissenschaft-komparatistik/50227/enzyklopaedie-der-slowenischen-kulturgeschichte-in-kaernten/koroska)
32. ↑  Gorjanci: www.gorjanci.at
33. 1 2  Gemeinderatswahl, Verfügbare Publikationen (PDF) 1992 und 1991, S. 78. Land Kärnten, abgerufen am 18. Februar 2023.
34. ↑  Gemeinderatswahl, Verfügbare Publikationen (PDF) 1997, S. 82. Land Kärnten, abgerufen am 18. Februar 2023.
35. ↑  Gemeinderatswahl 2003. Land Kärnten, abgerufen am 18. Februar 2023.
36. ↑  Gemeinderatswahl 2009. Land Kärnten, abgerufen am 18. Februar 2023.
37. ↑  Gemeinderatswahl 2015. Land Kärnten, abgerufen am 18. Februar 2023.
38. ↑  Gemeinderatswahl 2021. Land Kärnten, abgerufen am 18. Februar 2023.
39. ↑  Wahlergebnis Bürgermeisterwahl 2021 in Köttmannsdorf. Amt der Kärntner Landesregierung, 28. Februar 2021, abgerufen am 3. März 2021.
40. ↑  zitiert nach Wilhelm Deuer: Die Kärntner Gemeindewappen. Verlag des Kärntner Landesarchivs, Klagenfurt 2006, ISBN 3-900531-64-1, S. 148.
41. ↑  Branko Maršič: Izredna življenjska pot koroškega Slovenca Antona Trampitscha. In: Koledar Mohorjeve družbe 2007, S. 120–126.
42. ↑  Histoire de la brasserie (Memento vom 17. März 2013 im Internet Archive)
43. ↑  Bojan-Ilija Schnabl: Trampitsch, Anton. In: Katja Sturm-Schnabl, Bojan-Ilija Schnabl (Hrsg.): Enzyklopädie der slowenischen Kulturgeschichte in Kärnten/Koroška, Von den Anfängen bis 1942. Band 3, Böhlau Verlag, Wien / Köln / Weimar 2016, ISBN 978-3-205-79673-2, S. 1363–1365 (vandenhoeck-ruprecht-verlage.com)

Ebenthal in Kärnten |
Feistritz im Rosental |
Ferlach |
Grafenstein |
Keutschach am See |
Köttmannsdorf |
Krumpendorf am Wörthersee |
Ludmannsdorf |
Magdalensberg |
Maria Rain |
Maria Saal |
Maria Wörth |
Moosburg |
Poggersdorf |
Pörtschach am Wörther See |
St. Margareten im Rosental |
Schiefling am Wörthersee |
Techelsberg am Wörther See |
Zell